# Tephrocybe platypus
Tephrocybe platypus är en svampart som först beskrevs av Robert Kühner, och fick sitt nu gällande namn av Meinhard (Michael) Moser 1967. Tephrocybe platypus ingår i släktet Tephrocybe och familjen Lyophyllaceae.   Inga underarter finns listade i Catalogue of Life.
I den svenska databasen Dyntaxa används istället namnet Lyophyllum platypus för samma taxon.  Arten har ej påträffats i Sverige.